# Labská (rybník)
Rybník Labská o rozloze vodní plochy 20,77 ha se nalézá asi 1 km severovýchodně od centra města Sezemice v okrese Pardubice u silnice II. třídy č. 298 vedoucí do obce Rokytno. Rybník je využíván pro chov ryb a zároveň představuje lokální biocentrum pro rozmnožování obojživelníků v okolní zemědělské krajině.

## Historie
Rybník byl vybudován jako součást Pardubické rybniční soustavy za vlády pánů z Perštejna. První nalezená písemná zmínka o něm pochází z Pardubického urbáře roku 1560.

## Galerie

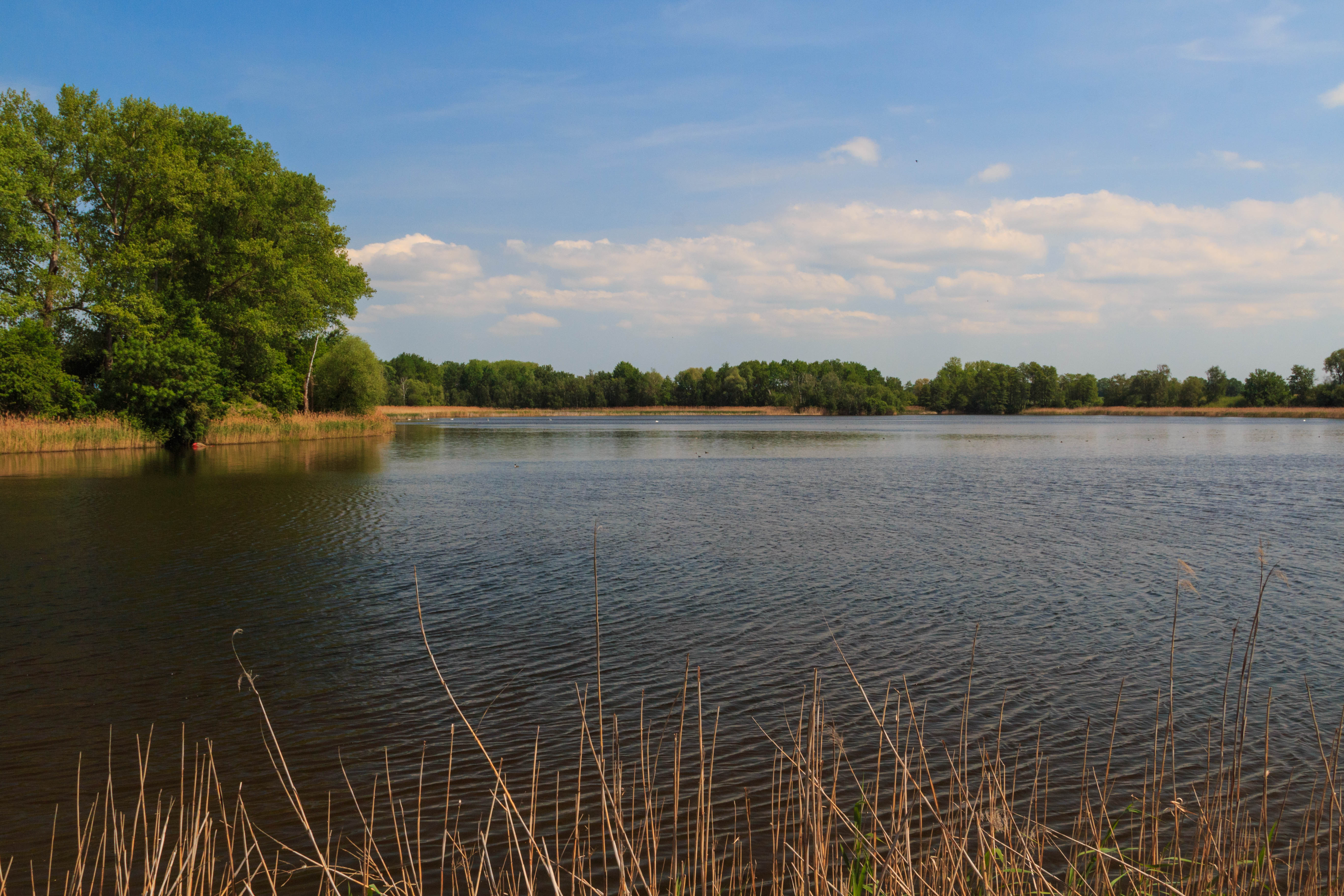
pohled na rybník Labská u Sezemic
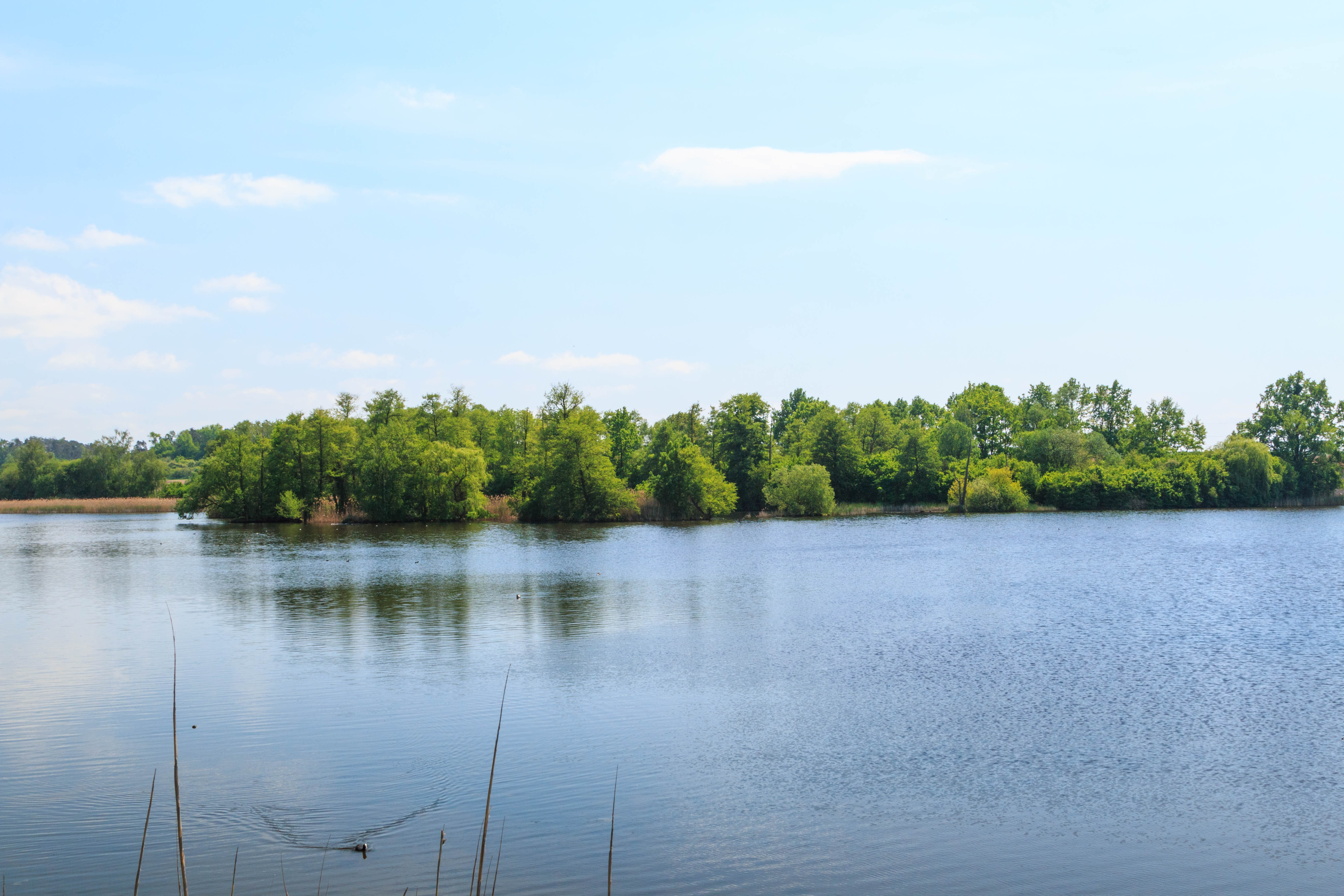
pohled na rybník Labská u Sezemic
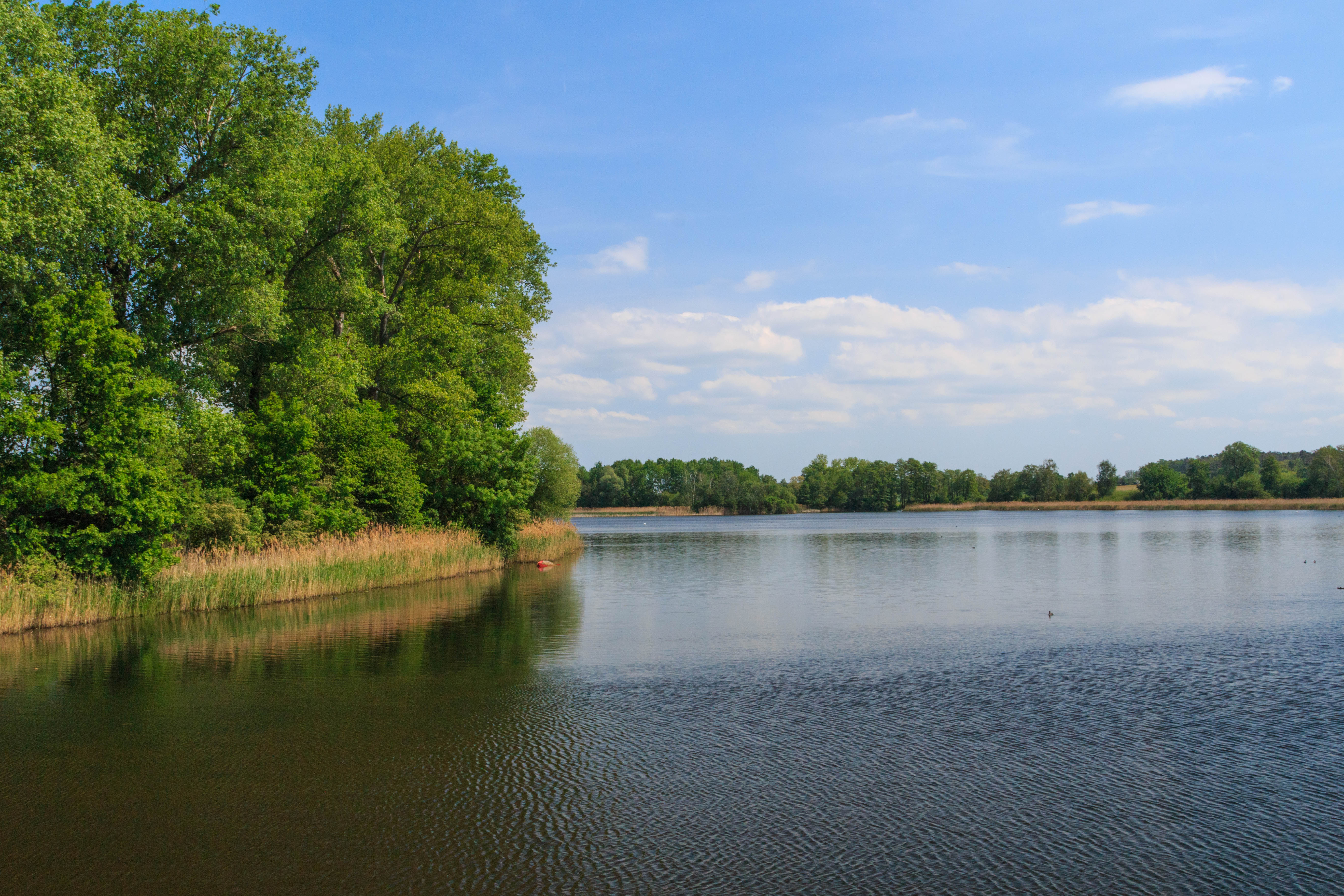
pohled na rybník Labská u Sezemic
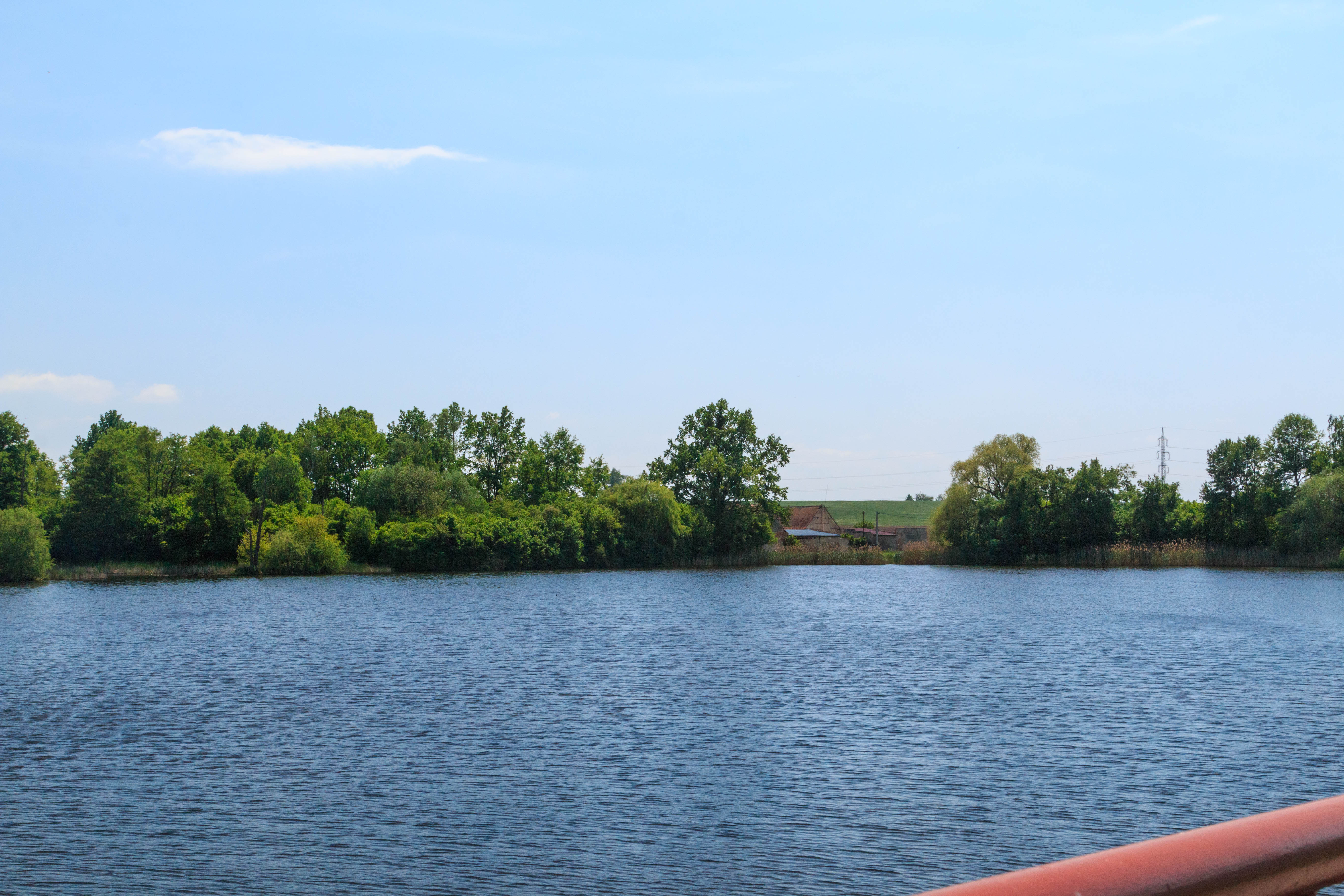
pohled na rybník Labská u Sezemic